# Valentin Paret-Peintre
Valentin Paret-Peintre (* 14. ledna 2001 Annemasse) je francouzský profesionální silniční cyklista jezdící za UCI WorldTeam Decathlon–AG2R La Mondiale. Jeho starší bratr Aurélien je též profesionálním cyklistou.

## Hlavní výsledky
2018
Tour du Pays d'Olliergues
 celkový vítěz
Prix de la Ville d'Aubenas
2. místo celkově
2. místo La Classique des Alpes
5. místo Prix du Conseil de l'Ardèche
6. místo Tour du Morbihan
2019
vítěz La Classique des Alpes
Tour du Pays d'Olliergues
3. místo celkově
Prix de la Ville d'Aubenas
4. místo celkově
2020
Ronde de l'Isard
6. místo celkově
vítěz 3. etapy
6. místo Grand Prix Autrans
2021
Tour de Moselle
 celkový vítěz
4. místo Giro del Belvedere
4. místo Paříž–Tours Espoirs
5. místo Piccola Sanremo
9. místo Annemasse–Bellegarde
2023
8. místo Mont Ventoux Dénivelé Challenge
2024
Tour Down Under
8. místo celkově
Giro d'Italia
vítěz 10. etapy

### Výsledky na Grand Tours
| Grand Tour      | 2023 | 2024 |
| --------------- | ---- | ---- |
| Giro d'Italia   | 37   | 16   |
| Tour de France  | —    |      |
| Vuelta a España | —    |      |

| —   | Nezúčastnil se |
| DNF | Nedokončil     |